# Uber Cup 1966
Die vierte Auflage des Uber Cups, der Weltmeisterschaft für Damenmannschaften im Badminton, fand 1966 statt. Sieger wurde das Team aus Japan, welches im Finale die USA mit 5:2 besiegte.

## Vorrunde

### Australasienzone

#### 1. Runde
| Neuseeland | 0:7 | Indonesien | Auckland |

Freilos für Indonesien.

#### Endrunde
| Australien | 1:6 | Indonesien | Launceston |

### Asienzone

#### 1. Runde
| Indien | w.o. | Malaysia |  |

Freilos für Thailand, Japan und Hongkong.

#### 2. Runde
| Indien | 3:4  | Thailand | Hyderabad |
| Japan  | w.o. | Hongkong | Hyderabad |

#### Endrunde
| Japan | 7:0 | Thailand | Hyderabad |

### Europazone

#### 1. Runde
| Irland      | 5:2  | Schottland | Belfast |
| Niederlande | 0:7  | England    | Haarlem |
| Südafrika   | w.o. | Dänemark   |         |

Freilos für Deutschland.

#### 2. Runde
| BR Deutschland | 7:0 | Südafrika | Solingen |
| England        | 7:0 | Irland    | Carlisle |

#### Endrunde
| England | 7:0 | BR Deutschland | Abingdon |  |

### Panamerikazone
Kanada w.o.

## Endrunde

### Runde 1
| Japan   | 5:2 | Indonesien | Napier, Neuseeland |
| England | 6:1 | Kanada     | Dunedin, 15. Mai   |

### Runde 2
| Japan | 4:3 | England | Auckland |

## Platzierungen
1.  Japan (Kazuko Goto, Hiroe Amano, Noriko Takagi, Tomoko Takahashi, Mitsuko Yokoyama, Fumiko Yokoi)
2.  Vereinigte Staaten (Judy Hashman, Caroline Jensen, Tyna Barinaga, Rosine Jones, Janice DeZort)
3.  England (Angela Bairstow, Margaret Barrand, Jennifer Horton, Iris Rogers, Ursula Smith, Sheila Ryder)
4.  Indonesien (Retno Koestijah, Minarni, Megah Idawati, Megah Inawati, Corry Kawilarang, Happy Herowati)
4.  Kanada (Sharon Whittaker, Jean Folinsbee, Jean Miller, Marjory Shedd, Dorothy Tinline)